# 羅斯福島 (紐約)
羅斯福島（英語：Roosevelt Island）是位於美國紐約市東河上的狹長島嶼，介於曼哈頓東側與皇后區西側之間。島的長度約為3（1.9英里），範圍約等於從曼哈頓的東46街至東85街之間，島上的最大寬度則為240（790英尺），總面積為0.59平方（150英畝），屬於曼哈頓行政區（紐約郡）。根據2000年的人口普查，島上共有9,520位居民。而根據羅斯福島營運公司估計，在2007年時島上約有12,000人居住。美國原住民中的勒纳佩族人稱此島為「Minnehanonck」，新尼德人則稱之為「Varkens Eylandt」（豬島），而在美國殖民時期羅斯福島被稱為「布萊克韋爾島」（Blackwell's Island）。在1921年至1973年間此島則以「福利島」（Welfare Island）之名為人所知。現今名稱則是在1971年以已故美國總統小羅斯福命名。
羅斯福島是由市政府所擁有，但自1969年起租給了紐約的城市開發公司（Urban Development Corporation），租約期限為99年。大多數在島上的住宅建築為出租公寓。此外島上也有各一棟合作社和分契式公寓。島上的其中一棟公寓已脫離了紐約的米契拉瑪住宅計劃（Mitchell-Lama Housing Program），但既存的住戶依然受到計劃的保護。另有三棟公寓也正準備脫離計劃成為私有不動產。
康乃爾科技校區位於羅斯福島的南側，是康乃爾大學在島上設立的涵蓋科技、商業、法律、及設計等領域的校區。

## 建築
羅斯福島雖然面積不大，但卻有著獨特的建築歷史。島上有數棟在風格方面具有重要地位的建築，並也曾是許多重要都市規劃競圖和提案的目標基地。
羅斯福島的整體規劃案最早是由菲力普·強生和约翰·伯奇提出，並在1969年被紐約州都市開發公司採納。計劃中將島分為三個住宅社區，其中值得一提的是禁行汽車的構想；居民必須將車輛停放在大型停車場中，並使用大眾運輸工具在島上移動。計劃中的另外一項創新是「迷你學校系統」，島上公立小學的各間教室將分佈在每一棟公寓內，讓整座島成為大型的校園。

## 交通
行人與私人交通工具前往羅斯福島的唯一路線為透過1955年啟用的羅斯福島橋，該橋樑的另一端連接皇后區的阿斯托里亞（Astoria）街區。而跨越東河的皇后區大橋位處羅斯福島的正上方，但彼此之間並沒有直接的道路連結。皇后區大橋上曾設置單軌電車，曼哈頓和皇后區的乘客搭乘單軌電車到達橋的正中央後，再搭乘電梯向下抵達島嶼；單軌電車在1909年開放，之後在1957年停止營運。在1930年至1955年間，車輛要抵達島上的唯一方式是經由電梯，駕駛、乘客與車輛必須從皇后區大橋上進入電梯後下降至羅斯福島上。這座電梯系統在1955年時因為羅斯福島橋的工程而對外關閉，之後在1970年電梯被完全拆除。
在羅斯福島和曼哈頓中城之間運行的羅斯福島空中纜車在1970年開始興建。紐約地鐵IND63街線自1989年起開始停靠在島上的羅斯福島站（F車），車站位於深達地下30（98英尺）處，是紐約市最深的地鐵車站之一。
羅斯福島上的住宅區在1970年代初期規劃時並非為了讓汽車通行而設計，雖然在之後島上開始出現不少汽車行駛，但還是有許多區域保留為無車區。MTA巴士公司的Q102路線運行於羅斯福島與阿斯托里亞之間。
此外，羅斯福島營運公司也在數棟公寓和地鐵與纜車站之間提供了接駁巴士。

## 著名的居民與訪客

### 布萊克威爾與福利島監獄中的服刑者
- 埃玛·戈尔德曼 — 曾多次入監服刑，罪名包括支持無政府主義和生育控制，以及第一次世界大戰時違抗徵兵命令
- 梅·蕙絲 — 因《Sex》舞台劇被控公然猥褻而服刑八天
- 比莉·荷莉戴 — 因性交易入監服刑

### 揭露布萊克威爾島上情況的訪客
- 娜麗·布萊 — 以病患身份潛入島上的女子精神病院，並在《紐約世界報》上和《在瘋狂屋子裡的十天》（Ten Days in a Mad-House，1887年）中描述了所見所聞
- 查尔斯·狄更斯 — 在《美國紀行》一書中描述了島上北側精神病院「Octagon」中的實情

### 曾居住於島上的人物
- 科菲·安南[5]— 前聯合國秘書長
- 莎拉·潔西卡·帕克 — 電視影集《慾望城市》演員

## 外部連結
- 羅斯福島營運公司官方網站 （页面存档备份，存于）（英文）

40°45′43″N 73°57′00″W / 40.761927°N 73.950093°W